# Lettore DVD di Windows
Lettore DVD (già DVD Player, noto anche come dvdplay.exe) è un'applicazione sviluppata da Microsoft che riproduce DVD-Video su Microsoft Windows. Il lettore DVD è stato introdotto in Windows 98 ed è stato incluso in Windows ME e Windows 2000 prima della rimozione da Windows XP e successivi. Dopo Windows XP, la riproduzione del DVD è stata integrata in altre app come Windows Media Player e Windows Media Center. In seguito alla sospensione di Media Center in Windows 10 e alla rimozione dei codec DVD da Windows 8, il lettore DVD è stato reintrodotto in Windows 10 come app disponibile da Microsoft Store.

## Versioni di Windows 98, 2000 e ME

DVD Player in Windows 98

Quando viene avviato il lettore DVD, cerca tutte le unità locali in ordine alfabetico da C:, cercando una cartella Video_TS. Quando si trova questa cartella, viene caricato il file di dati al suo interno e inizia la riproduzione del video. Se questa cartella esiste su un'unità che precede l'unità DVD, il lettore proverà a riprodurre i dati nella prima cartella trovata.
In Windows 98 e Windows 2000, il lettore DVD riproduce DVD solo se è presente un decodificatore MPEG basato su hardware. In Windows ME, DVD Player supporta i decodificatori MPEG basati su software.
Il lettore DVD è stato pubblicato in Windows XP a favore della funzionalità DVD introdotta in Windows Media Player. Mentre l'eseguibile DVDPlay risiede ancora in %Windir%\system32, esegue semplicemente Windows Media Player. Su Windows 8, Windows Media Center e il supporto per la riproduzione di DVD sono stati rimossi in un componente aggiuntivo premium per Windows 8 Pro, citando i costi delle licenze per i decodificatori e il mercato che si allontanava dal DVD-Video.

## Versione di Windows 10
Lettore DVD di Windows è stato reso disponibile per Windows 10 su computer desktop per fornire funzionalità di riproduzione DVD. All'avvio, cerca i file dei filmati nell'unità disco. Può anche essere scelto come opzione nella finestra di dialogo AutoPlay quando viene inserito un disco. Tuttavia, se il disco viene cambiato, l'app deve essere riavviata. È disponibile come app a pagamento tramite Microsoft Store, sebbene sia distribuito gratuitamente a coloro che si sono aggiornati da un'installazione di Windows 7 o Windows 8 che includeva Windows Media Center.